# بس يا بحر (فلم)
بس يا بحر فيلم كويتي عن حياة صيادي اللؤلؤ في الكويت أبان مرحلة الاستقلال من إخراج خالد الصديق العام 1972 تأليف وحوار الكاتب عبد الرحمن الصالح، حصد الكثير من الجوائز في المهرجان العربية والعالمية. كان أول فيلم كويتي يرشح للمنافسة ضمن فئة أفضل فيلم أجنبي ضمن الدورة الخامسة والأربعين لجوائز الأوسكار، إلا أنه لم يدرج ضمن قائمة الأفلام الخمسة المتنافسة. مثل في الفيلم محمد المنصور (بدور صياد لؤلؤ اسمه مساعد) وأمل باقر (بدور محبوبة مساعد نورا)، وسعد الفرج وحياة الفهد بدور والدا الصياد. مدة الفيلم 100 دقيقة وهو من إنتاج شركة أفلام الصقر.

## قصة الفيلم
في الفيلم، يتعامل الناس والبحارة مع البحر وكأنه من بني البشر الخيّرين، عندما يقدم لهم السمك واللؤلؤ والمتعة والحياة، ولكن البحر يتحول إلى وحش مفترس وصياداً لأرواح الشباب (صياد اللؤلؤ مساعد) ومهلكاً لحيوات الناس، في كثير من الأحيان. يفسر الفيلم بأدواته البصرية المتقدمة في حينه، وبلغته المكثفة، حياة الكويتيين مطلع السبعينات واعتمادهم الكبير في حياتهم على الصيد والبحر. فالتصوير تحت الماء واللقطات المتنوعة بالإضافة إلى الزوايا، منها زاوية فوق مستوى النظر في مركب الصيد، حركات التصوير العمودية والأفقية تعطي تنويعاً بصرياً رائعة ولغة مشهدية بصرية توحي بحرفية سينمائية خاصة في ذلك الوقت المبكّر للسينما في الكويت والخليج عموماً.
تقنيات الصيد من القوارب بإغلاق الأنف وحبس الأنفاس لحي اصطياد اللؤلؤ والعودة بالصيد الثمين جاءت في الفيلم مثيرة وخطرة. كان لا بد من صيد اللؤلؤ للإطلاع على أنماط حياة الصيادين وأغانيهم وموسيقاهم أو طبولهم وأصواتهم، وحياة البحر كانت هي الأخرى تدعو إلى التأمل في طقوس البحر ونواميسه التي تجعل التعامل معه عسيراً لأنه بأمواجه العاتية وهدوئه المخيف يصبح نداً وخصماً وصديقاً في آن. الحياة الاجتماعية على هامش البحر كانت قاسية أيضاً، فالعربي (أبو أحمد) الذي قام بقهر ابنته وحبسها وضربها من أجل الزواج، لم ترضخ له البنت الشقية إلا بصعوبة، ولكنها على الرغم من ذلك كانت غير مطواعة للزوج غير المرغوب به.
كذلك يتطرق الفيلم بمشاهد قليلة إلى الزواج التقليدي والزفة للعروس والعريس والخلوة (الدُخلة) التي لا تتم، ربما. وكذلك مشاهد أخرى طقوسية منها حينما يأخذ أهل الكويت قطة إلى البحر ويقومون بإحراق البحر بالقش أو بمكنسة محروقة، وبإغراق قطة في ماء البحر، كي يندحر الشر وتلتئم الجراح ويتم القبول والمحبة. فالبحر تتم مناجاته كإنسان وأسطورة ووحش كبير ويطلب منه البركات والرحمة أيضاً.
الثروة والمال، كذلك سطوة وشهوة الربح في العلاقة مع البحر وصيد اللؤلؤ، من أجل ذلك اختطفت أرواح الكثيرين من أهل الكويت، حتى أن البعض صار ناقماً على هوجاء البحر وظلمه وقساوته. العلاقة بالبحر وطلب الثروة تذكرنا بالبحث عن الذهب والنفط ولكن الفارق واضح أن البحث عن اللؤلؤ في بحر الكويت لا يكاد يعمي عيون الناس عن حب الحياة وطلب الهدوء والسكينة في العيش. ولهذا ينتهي الفيلم بمشهد أم الفتى الغريق (مساعد) وهي تعفّر وجهها وشعرها برمال البحر الذي خطف ابنها صياد اللؤلؤ..وما كان أمامها إلا أن قامت بإلقاء اللؤلؤ الذي قام بصيده الفتى الغريق إلى المياه وكأنها تعيد الزيف إلى البحر، قائلة له (لا نريد صداقتك يا بحر ابعد عنّا شرورك).. فاللؤلؤ لم يغنها عن حياة ابنها الذي اختطفه البحر حين أطبقت صدفة كبيرة على يده. أي صادته.
فيلم (بس يا بحر) يقدم لمحة من حياة الكويتيين في رؤية خرجت مطلع السبعينات، لقد تم إنتاج الفيلم في السبعينيات ولكن الفيلم يحكي حياة الغوص قبل النفط وبالتالي فهو يروي حياة الكويتيين في الثلاثينيات والاربعينيات حيث تلاشى صيد اللؤلؤ مع منتصف الاربعينيات.

## الجوائز
- الجائزة الأولى، مهرجان دمشق السينمائي، 1972.
- جائزة الشرف، مهرجان طهران الدولي، 1972.
- جائزة النقاد الدوليين، مهرجان فينيسيا الدولي 1972.
- جائزة الاختيار "الأسد الفضي"، مهرجان فينيسيا الدولي، 1972.
- جائزة "هوغو الفضي"، مهرجان شيكاغو العالمي، 1972.

## وصلات خارجية
- مقالات تستعمل روابط فنية بلا صلة مع ويكي بيانات

- مشاهدة الفيلم كاملاً على موقع يوتيوب